# MrBeast
James Stephen Donaldson (Wichita, Kansas; 7 de mayo de 1998), conocido como MrBeast, es un youtuber, celebridad de Internet y empresario estadounidense. Es conocido a nivel mundial por realizar vídeos centrados en gente que hace retos a cambio de altas sumas de dinero. Es también cofundador de Team Trees, una recaudación de fondos para la Fundación Arbor Day, al igual que Team Seas, que ha recaudado 20 millones de dólares estadounidenses. El 1 de junio de 2024 superaría a T-Series como el canal N° 1 con más suscriptores de la plataforma de videos YouTube. Tiene más de 424 millones de suscriptores y ha subido más de 896 videos.

## Primeros años
Nació el 7 de mayo de 1998. Se graduó en la Academia Cristiana de Greenville en 2016. De acuerdo al Newsweek, abandonó la universidad para dedicarse a tiempo completo a su carrera como youtuber. Tiene un hermano mayor llamado CJ Donaldson, quien fue propietario del canal MrBro antes de cerrarlo.

## Carrera en internet
Empezó a hacer vídeos en YouTube en 2012, con trece años, bajo el nombre de MrBeast6000. Su contenido inicial era variado, incluyendo desde Let's Plays hasta "vídeos en los que se realizaban estimaciones del patrimonio de los youtubers". Sin embargo, la cantidad de visitas era relativamente baja, recibiendo sus vídeos un promedio de alrededor de mil visitas, hasta la publicación, en enero de 2017, del vídeo "Counting to 100,000" (contando hasta 100.000) que grabó durante 40 horas y lo aceleró para se viera en 24 horas.Así obtuvo decenas de miles de visitas en unos pocos días. A finales de julio del 2022, llegó a los 100 millones de suscriptores en YouTube consiguiendo la placa de platino.
En febrero del mismo año, subió otro vídeo titulado Counting to 200 000, vídeo que, según él, también tuvo partes que tuvieron que ser llevadas a cámara rápida, puesto que las cincuenta y cinco horas de duración del vídeo excedieron el límite de carga de YouTube.
Es miembro de la empresa de gestión de talentos Night Media, con sede en Dallas. En agosto de 2025, MrBeast ha alcanzado más de 114 mil millones de visitas totales en sus 5 canales de Youtube.

### Contenido y estilo
Sus vídeos suelen presentar retos y apuestas. A menudo hace vídeos, normalmente patrocinados por terceros, en los que regala grandes cantidades de dinero a gente probablemente desconocida.
Asimismo, ha intentado romper cristales con cien megáfonos, ha visto cómo se seca la pintura durante una hora, intentó permanecer bajo el agua durante 24 horas (pero falló debido a problemas de salud) y, sin éxito, intentó hacer girar un fidget spinner durante un día, aunque el vídeo donde trata de realizar la hazaña ya no se encuentra disponible. En marzo de 2019, organizó y filmó una competencia de videojuegos battle royale en Los Ángeles con un premio de $ 200 000 (se jugaron dos juegos, por lo que el premio recibido era de $100 000 por cada juego) en colaboración con Apex Legends. El evento y el premio acumulado fueron patrocinados por Electronic Arts, empresa matriz de Apex Legends.
Normalmente, en los vídeos de Donaldson se lo puede ver regalando grandes sumas de dinero; por ejemplo, en diciembre de 2018 dio 100.000 dólares estadounidenses en elementos a refugios para personas sin hogar. Donó otros 32.000 dólares al Programa de Guerreros Heridos del Ejército de Veteranos; 70.000 dólares para Saint Jude Children's Research Hospital y otros 10.000 dólares para un refugio de animales local en Los Ángeles. Sus costosos vídeos de YouTube son en su mayoría financiados y patrocinados por la compañía de cupones Honey. Durante la batalla de suscriptores librada entre PewDiePie y T-Series, Donaldson compró vallas publicitarias y numerosos anuncios para radio con el fin de promocionar la competición; en el Super Bowl LIII, compró varios asientos para él y su equipo, cuyas camisetas decían «Sub 2 PewDiePie» (Suscribete a PewDiePie).
El 24 de noviembre de 2021 subió a su canal un vídeo titulado $456,000 Squid Game In Real Life!, que llegó a los 31 millones de visualizaciones durante las primeras quince horas con su vídeo homenaje a la serie de Netflix, El juego del calamar. El coste total que había invertido en el juego es de 3,5 millones de dólares (3,12 millones de euros), según él mismo aseguraba hace unos días en redes sociales: dos millones dedicados a la producción y otros 1,5 a los premios en metálico. Cuenta con un presupuesto tan alto gracias al patrocinio de videojuegos que ocupa parte del vídeo de 25 minutos colgado en YouTube.

## Actos benéficos

### Team Trees

Logo de Team Trees.

El 25 de octubre de 2019 a las 7:00 p. m. UTC, Donaldson y el exingeniero de la NASA Mark Rober, organizaron un evento para una recaudación de fondos transmitida en YouTube llamado #TeamTrees. El objetivo del proyecto era recaudar $20 millones(18 millones de euros) para la Fundación Arbor Day antes del 1 de enero de 2020 y plantar árboles "a más tardar, en diciembre de 2022".
La organización plantaría un árbol por cada dólar recaudado. Cada donación iría a la Fundación Arbor Day, que se comprometió a plantar un árbol por cada dólar. Múltiples YouTubers y celebridades como Rhett & Link, Marshmello, iJustine, Marques Brownlee, The Slow Mo Guys, Ninja, Simone Giertz, Jacksepticeye o Smarter Every Day prestaron atención a la recaudación. Los árboles comenzaron a plantarse en octubre de 2019 en parques nacionales de Estados Unidos. A las 24 horas del proyecto, cuya duración fue de 67 días, se habían donado casi 4 millones de dólares. El 19 de diciembre de ese año se superó la meta de 20.000.000 de dólares. Y para 27 de mayo de 2020, el proyecto había recaudado más de 22 millones de dólares(20 millones de euros) El proyecto también ha recibido grandes donaciones de ejecutivos corporativos tales como Jack Dorsey, Susan Wojcicki, Elon Musk o Tobias Lütke.

### Team Seas

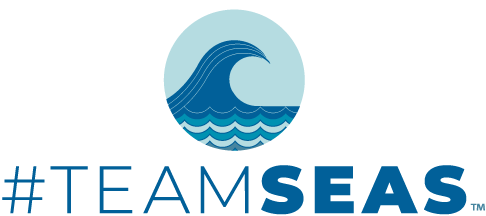
Logo de Team Seas.

### Cura de enfermedades
El 28 de enero de 2023, Beast, hizo una nueva obra benéfica curando la enfermedad de ceguera a más de 1000 personas, en distintos países como Estados Unidos, Jamaica, Honduras, Brasil, Namibia, Vietnam, Kenia e Indonesia. El vídeo se basa en la demostración de la efectividad de la cirugía que dura 10 minutos y tiene un costo elevado por lo que muchas personas no pueden sustentarlo. La mayoría de las operaciones fueron llevadas a cabo por el doctor Jeff Levenson, quien también aseguró que al no conocer a Beast casi cuelga el teléfono cuando recibió el llamado para participar del acto benéfico.
El 6 de mayo de 2023, publicó el vídeo titulado "100 personas sordas oyen por primera vez". El youtuber comentó que el proyecto costó millones de dólares y su edición tardó más de 4000 horas en ser finalizada. El viaje fue por los países de México, Guatemala, Sudáfrica, Brasil, Malaui e Indonesia. El gasto se basó en audífonos de primera tecnología y los participantes del vídeo también recibieron dinero entre otros regalos.

## Vida empresarial

### MrBeast Burger

Logo de MrBeast Burger.

Will Hyde, productor del canal MrBeast, anunció en un artículo de noviembre de 2020 publicado en The Wake Weekly que Donaldson lanzaría un restaurante virtual llamado MrBeast Burger en diciembre de 2020. Hyde aseguró que su equipo trabajó con Virtual Dining Concepts durante la época de planeación del restaurante. MrBeast Burger vendería sus derechos de franquicia para servir hamburguesas a restaurantes de todo Estados Unidos, Reino Unido y Canadá donde los clientes podrían pedir las hamburguesas a través de servicios de entrega en línea. El 19 de diciembre de 2020, se anunció que MrBeast Burger tendría 300 ubicaciones en Estados Unidos y que la cadena también lanzaría una aplicación.

### Feastables

Logo de Feastables.

El 29 de enero de 2022 lanzó su nueva marca de chocolates Feastables, la cual primeramente ofreció 3 sabores de barras, "Original", "Almond" y "Quinoa Crunch". El lanzamiento correspondió a una campaña de sorteo con más de un $1 millón en premios, incluidos 10 ganadores del gran premio que recibirían la oportunidad de competir por una fábrica de chocolate en un video futuro. La marca se posicionó rápidamente en el mercado estadounidense llegando a supermercados como Walmart, 7-Eleven y Albertsons, también siendo patrocinador principal de los Charlotte Hornets.

## Vida personal
Tiene una relación con la streamer sudafricana Thea Booysen desde 2023. Viven en Greenville (Carolina del Norte).
Donaldson padece la enfermedad de Crohn, una enfermedad inflamatoria intestinal.

## Controversias

### Caso MrBeast Burger
El 17 de junio de 2023, Donaldson expresó su deseo de cerrar MrBeast Burger por temor a que no se pueda garantizar la calidad y dijo que lamenta haber firmado "un mal acuerdo" con Virtual Dining Concepts, LLC, pero dijo que la empresa no le deja parar, aunque fuera terrible para su marca. El 31 de julio de 2023, Donaldson demandó a Virtual Dining Concepts para poner fin a su asociación, alegando que la empresa dañó la reputación de Donaldson al priorizar la expansión de la marca MrBeast Burger sobre la calidad de los alimentos. Donaldson también afirmó que no recibió ningún pago de la sociedad. Virtual Dining Concepts cuestionó las afirmaciones, afirmando que Donaldson había aumentado su reputación gracias a la marca MrBeast Burger y acusó a Donaldson de intentar un nuevo acuerdo para beneficio personal y de recurrir al "bullying" cuando fue rechazado.

### Caso Ava Kris Tyson
El 24 de julio de 2024, Donaldson eliminó a Ava Kris Tyson, una de los primeras participantes del elenco, de la marca y una persona muy cercana a Donaldson, tras acusasiones de grooming y conductas inapropiadas, en particular por enviar mensajes subidos de tono hace siete años a un menor de 13 años. Aunque este último y Tyson refutan una relación pedo-trampa y alegan "humor negro de mal gusto". De igual manera, Tyson emitió su propia declaración, diciendo que ella se alejó voluntariamente y que su decisión de irse fue mutua.  Posteriormente rescindió la declaración y dijo que las conversaciones eran inapropiadas para su edad y reconoció que era un menor de edad que no reconoció el ilícito en ese momento.
James Donaldson, por el contrario, parece afirmar que él mismo despidió inmediatamente a Ava Tyson, explicando que estaba “disgustado y opuesto a actos tan inaceptables” antes de añadir que contrató a un detective privado para investigar el asunto.
El 1° de noviembre, el bufete de abogados Quinn Emanuel Urquhart & Sullivan concluyó que las acusaciones eran infundadas, tras realizar "39 entrevistas a empleados actuales y anteriores" y revisar "más de 4,5 millones de documentos de teléfonos móviles, correos electrónicos, Telegrams, Discords, WhatsApps y Slack". El bufete de abogados informó que: "Las acusaciones fueron rechazadas rotundamente, incluso por las presuntas victimas", Estas supuestas víctimas han comentado las acusaciones como "mentiras masivas", y una de ellas dijo: "La gente usó mi nombre para hacer acusaciones y afirmaciones muy serias sin siquiera hablar conmigo".

### Acusaciones por parte de DogPack404
El 24 de julio de 2024, uno de los exempleados de Donaldson que usaba el alias "DogPack404" publicó un video en YouTube acusándolo de manipular concursos, realizar loterías ilegales, falsificar videos y engañar a sus espectadores para que se suscribieran a él.
DogPack publicaría un segundo video a principios de agosto acusándolo de contratar a agresores sexuales y de "violar los Convenios de Ginebra" en un video pasado.

### Controversia de los Lunchly's
A finales del mes de septiembre de 2024, MrBeast junto a Logan Paul y KSI anunciarían su nuevo combo de comida conocido como "Lunchy" el cual estaría conformado por un chocolate Feastables y una bebida prime,  junto con tres variedades que incluyen pavo con queso y galletas, nachos con salsa y queso, o pizza. Este combo de comida según las propias palabras de los influencers, sería una alternativa "más saludable" de la marca estadounidense Lunchables creada por la empresa Kraft Heinz. En el sitio web del producto se presenta una comparación de calorías y azúcar con el producto antes mencionado.
En una reseña del producto, la YouTuber Rosanna Pansino informó haber encontrado moho creciendo en el queso en un paquete de estilo "The Pizza". Después de esto, varios usuarios de las redes sociales afirmaron haber encontrado moho en los paquetes de Lunchly. La Administración de Alimentos y Medicamentos de USA confirmó que recibió más de diez quejas sobre Lunchly, y un consumidor informó una enfermedad relacionada con el producto.
Tiempo después, el youtuber conocido como "Doctor Mike", un médico especializado en temas de alimentación que publica videos educativos sobre la salud,  reconoció que el azúcar y las grasas saturadas del producto eran ligeramente menores que las de Lunchables, pero de igual manera estimó que un niño tendría que comer 2,7 Lunchly Turkey Stack 'Ems para alcanzar su ingesta calórica recomendada a la hora del almuerzo, y al hacerlo consumiría cerca de su ingesta diaria recomendada de sodio.
A mediados de octubre, varios activistas en Reino Unido y Estados Unidos demostrarían su descontento ante el gran índice calórico del producto y como este podría afectar en la salud de los menores de edad.

## Premios y nominaciones
| Año  | Ceremonia                       | Categoría                             | Resultado | Ref.          |
| ---- | ------------------------------- | ------------------------------------- | --------- | ------------- |
| 2019 | Streamy Awards                  | Creador de Breakout                   | Ganador   | [ 81 ]        |
| 2019 | Streamy Awards                  | Reparto de conjunto                   | Nominado  | [ 81 ]        |
| 2019 | Streamy Awards                  | Creador del año                       | Nominado  | [ 81 ]        |
| 2020 | Shorty Awards                   | YouTuber del año                      | Ganador   |               |
| 2020 | Streamy Awards                  | Creador del año                       | Ganador   | [ 82 ] [ 83 ] |
| 2020 | Streamy Awards                  | Especial en vivo                      | Ganador   | [ 82 ] [ 83 ] |
| 2020 | Streamy Awards                  | Bien social: Creadores                | Ganador   | [ 82 ] [ 83 ] |
| 2020 | Streamy Awards                  | Bien social: Sin ánimo de lucro u ONG | Ganador   | [ 82 ] [ 83 ] |
| 2025 | Nickelodeon Kids' Choice Awards | Creador masculino favorito            | Ganador   | [ 84 ]        |